# Giusto Fegiz
Giusto Fegiz, nato Giusto Luzzatto Fegiz (Trieste, 11 aprile 1899 – Roma, 26 dicembre 1986), è stato un medico italiano.

## Biografia
Figlio dell'avvocato Giuseppe Luzzatto, ebreo convertito al cattolicesimo, e di Alice Fegitz, era fratello dello statistico Pierpaolo Luzzatto Fegiz. Dopo la seconda guerra mondiale modificò il proprio cognome in Fegiz.
Frequentò dal 1917 la facoltà di medicina e chirurgia presso l'Università di Vienna, per trasferirsi, dopo la guerra, all'Università di Bologna. Concluse i suoi studi brillantemente a Roma nel 1923.
Interessato allo studio della tubercolosi, passò un periodo a Davos, presso i sanatori di Schatzalp e Guardaval. Tornato a Roma nel 1927, lavorò presso il sanatorio "Cesare Battisti", quindi fu chiamato presso l'Istituto universitario di tisologia che fu poi insediato nel sanatorio "Carlo Forlanini". Nel 1932 ottenne la libera docenza in pneumotisologia e successivamente, dopo essergli stata affidata la direzione di un reparto clinico presso l'ospedale, insegnò semeiotica dell'apparato respiratorio nella scuola di specializzazione in tisiologia e malattie dell'apparato respiratorio annessa allo stesso.
Nel 1952 fu direttore vicario del Forlanini e nel 1959 direttore sanitario. Nel 1964 lasciò l'incarico per raggiunti limiti di età, ma non interruppe la sua attività scientifica.